# 2000 DY68
2000 DY68 är en asteroid i huvudbältet som upptäcktes den 29 februari 2000 av LINEAR i Socorro County, New Mexico.
Asteroiden har en diameter på ungefär 8 kilometer.